# Severino Canavesi
Severino Canavesi (nacido el 27 de enero de 1911 en Gorla Maggiore-Lombardía, y muerto el 30 de enero de 1990 en  Gorla Maggiore-Lombardía) fue un ciclista italiano, profesional desde 1929 hasta 1949. En 1934 fue campeón de Italia de ciclo-cross. Fue dos veces tercero del Giro de Italia en los años 1936 y 1938. En 1945 fue campeón de Italia en ruta.

## Palmarés
| 1929 - Coppa San Geo 1934 - Campeonato de Italia de Ciclismo en Ciclo-Cross - Tres Valles Varesinos 1936 - 3º en el Giro de Italia 1938 - 3º en el Giro de Italia | 1941 - Coppa Bernocchi 1942 - Coppa Marin 1944 - Coppa Mario Maga 1945 - Campeonato de Italia en Ruta |

## Resultados en Grandes Vueltas
Durante su carrera deportiva ha conseguido los siguientes puestos en las Grandes Vueltas:
| Carrera         | 1929 | 1930 | 1931 | 1932 | 1933 | 1934 | 1935 | 1936 | 1937 | 1938 | 1939 | 1940 | 1941 | 1942 | 1943 | 1944 | 1945 | 1946 | 1947 | 1948 | 1949 |
| --------------- | ---- | ---- | ---- | ---- | ---- | ---- | ---- | ---- | ---- | ---- | ---- | ---- | ---- | ---- | ---- | ---- | ---- | ---- | ---- | ---- | ---- |
| Giro de Italia  | -    | -    | 14º  | -    | -    | Ab.  | -    | 3º   | 4º   | 3º   | 4º   | -    | X    | X    | X    | X    | X    | Ab.  | 19º  | Ab.  | -    |
| Tour de Francia | -    | -    | -    | -    | -    | -    | -    | -    | -    | -    | -    | X    | X    | X    | X    | X    | X    | X    | -    | -    | -    |
| Vuelta a España | X    | X    | X    | X    | X    | X    | -    | -    | X    | X    | X    | X    | -    | -    | X    | X    | -    | -    | -    | -    | X    |

-: No participa

Ab.: Abandono

X: Ediciones no celebradas